# Организация Восточно-карибских государств

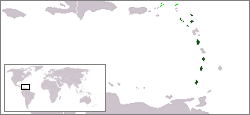
Карта стран-участников Организации Восточно-карибских государств

Организация Восточно-карибских государств (англ. Organisation of Eastern Caribbean States (OECS)) — экономический и валютный союз стран Карибского бассейна.
Суммарное население стран Организации на 2008 год — около 636 000 человек, площадь — 3147 км².

## История
Соглашение о создании Организации Восточных Карибских Государств было подписано 18 июня 1981 года.
Административный центр — Морне (Сент-Люсия).
Государства имеют единую валюту — восточно-карибский доллар.
Операции с валютой осуществляются через Восточно-Карибский Центральный банк (ECCB) на острове Сент-Китс. Центральный Банк обладает исключительным правом выпуска банкнот и монет на территории государств — членов организации. Восточно-карибский доллар имеет хождение в семи государствах OECS и в Ангилье. На территории Британских Виргинских островов в качестве валюты используется доллар США.